# Adventures in Silverado
Adventures in Silverado is een Amerikaanse western uit 1948 onder regie van Phil Karlson.

## Verhaal
De Schotse auteur Robert Louis Stevenson is op zoek naar materiaal voor een nieuwe roman in het Wilde Westen. In de mijnstad Silverado maakt hij kennis met Bill Foss, een postrijder met een duister verleden. Foss wil de gevaarlijke bandiet Zeke Foss te pakken krijgen en op die manier zijn naam zuiveren.

## Rolverdeling
| Acteur          | Personage              |
| --------------- | ---------------------- |
| William Bishop  | Bill Foss              |
| Gloria Henry    | Jeannie Manning        |
| Edgar Buchanan  | Dr. Hendersonn         |
| Forrest Tucker  | Zeke Butler            |
| Edgar Barrier   | Robert Louis Stevenson |
| Irving Bacon    | Jake Willis            |
| Joseph Crehan   | McHugh                 |
| Paul E. Burns   | Sam Perkins            |
| Patti Brady     | Lucy                   |
| Fred F. Sears   | Hatfield               |
| Joe Wong        | Tim Quong              |
| Charles Cane    | Sheriff                |
| Eddy Waller     | Will Thatcher          |
| Netta Packer    | Mevrouw Thatcher       |
| Trevor Bardette | Mike                   |